# 中墾大樓
中墾大樓，是上海市的一座歷史建築，位於北京東路239號，修建於1933年。該建築曾是中國墾業銀行的辦公樓，現在由上海市電力公司使用。這座建築是上海市第四批優秀歷史建築。